# Campeonato Nacional de Atletismo de Paraguay de 2013
El Campeonato de la Victoria o el Torneo de la Victoria de 2013 fue disputado en la Secretaría Nacional de Deportes en la ciudad de Asunción, organizado por la Federación Paraguaya de Atletismo. Fue la edición número 63.
La competición sirve como el Campeonato Nacional de Atletismo en pista y campo para la República del Paraguay, siendo el campeonato nacional de atletismo más importante de dicho país.

## Resultados
- Los resultados fueron publicados por la página oficial de la FPA.[4]